# Felipe González Vallejo
Felipe González Vallejo (Campezo, 1769 – Madrid, 10 de gener de 1824) va ser un hisendista i polític espanyol.

## Biografia
Ingressa en la Secretaria del Despatx d'Índies en 1785, per passar després a la de Guerra, la del Maestrat i la de les Ordes Militars en 1792. Fou conseller de Guerra i d'Hisenda en 1797. Després de la guerra del francès és designat interinament secretari de despatx d'Hisenda el 2 de febrer de 1815 fins al 3 de març del mateix any i, ja com a titular, l'ocupa fins a desembre. Després exerceix la direcció de la Fàbrica de Draps de Brihuega fins que és destituït en fosques circumstàncies (oficialment "per haber abusat de la seva confiança") el gener de 1816 per ser bandejat a Ceuta. Amb el Trienni liberal torna a Madrid.